# Elza-Niyego-Krawalle

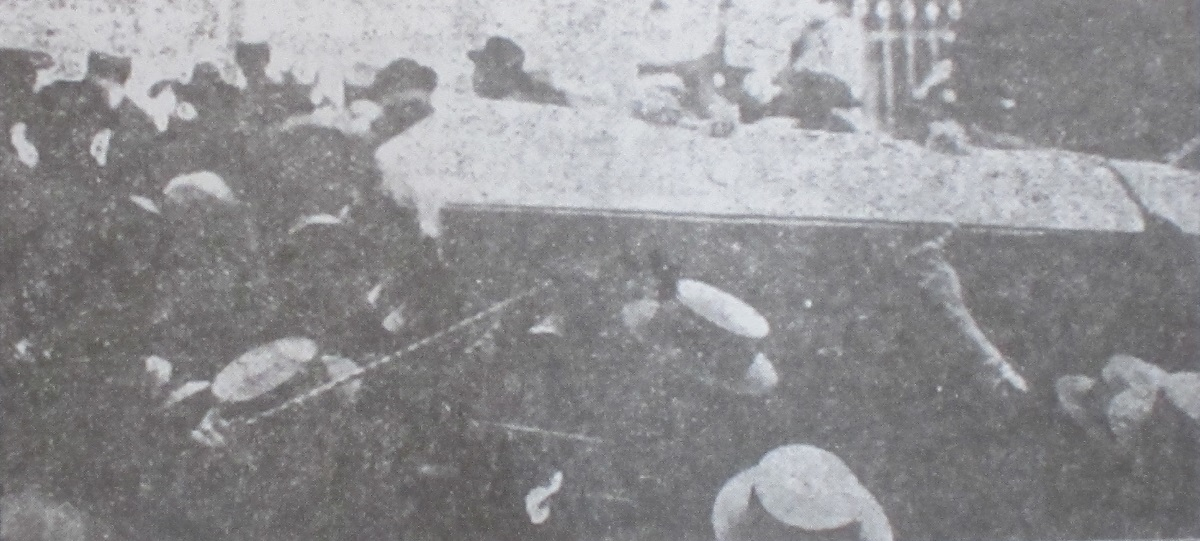
Trauergäste tragen den Sarg Niyegos

Die Elza-Niyego-Krawalle waren antijüdische Ausschreitungen in Istanbul (Türkei) im August 1927.

## Anlass
Elza Niyego (auch: Alizah oder Elsa Niego) war eine 22-jährige Jüdin aus Istanbul, die bei der damals größten Versicherungsgesellschaft des Landes, der Türkiye Millî Sigorta, arbeitete. Niyego war Opfer von Nachstellungen eines verheirateten muslimischen Mannes aus einer prominenten Familie, dessen Vater der Gouverneur des Vilâyet Hedschas gewesen war. Die Ablehnung seiner Avancen veranlassten den Mann zu weiteren Belästigungen, Drohungen und zu einem Entführungsversuch. Die Familie zeigte den Mann an. Er wurde festgenommen und verbrachte einige Monate im Gefängnis. Nach seiner Freilassung erfuhr der Mann von der Verlobung Niyegos. Aus Wut über die Verlobung lauerte er ihr am 17. August 1927 zum Dienstschluss vor ihrer Arbeitsstelle auf und erstach sie. Niyegos Schwester Rejin wurde dabei verletzt. Nach Angaben von Rıfat N. Bali versuchten anwesende Juden, den Mörder zu lynchen. Die eintreffende Polizei verhinderte dies und nahm den Mörder fest. Bis zum Eintreffen der Forensik ließ man den Körper Elza Niyegos drei Stunden auf der Bankalar Caddesi (Bankalar-Straße) liegen. Dem Bitten der Mutter, den Körper zu bedecken, gab die Polizei nicht statt. Insbesondere dieser Umstand versetzte die jüdische Gemeinde in Wut.
Beim Haus der Familie versammelten sich mehrere hundert Menschen, um der Familie beizustehen. Die Wut der Anwesenden richtete sich auch gegen Reporter, die über den Fall berichten wollten. Sie wurden als Barbaren, Wilde und Primitivlinge beschimpft. Reporter der Zeitungen Son Saat und der Akşam berichteten, dass die Anwesenden sich über fehlende Gesetze und Gerechtigkeit im Lande erregt hätten.

## Beerdigung und Strafverfolgung

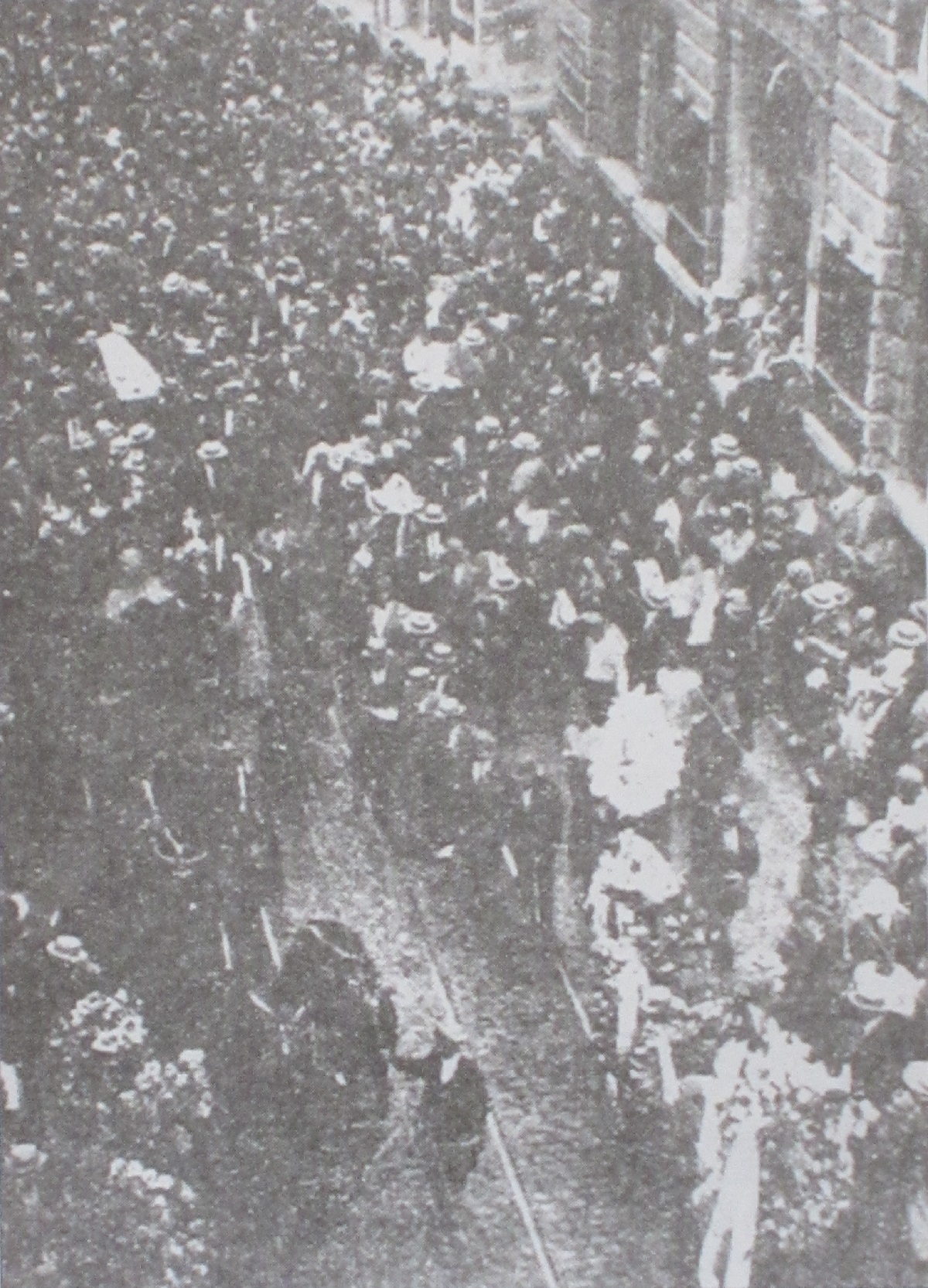
Der Trauerzug

An der Beerdigung am 18. August nahmen tausende Menschen teil. Die Stimmung war aufgeheizt. Da der Täter bereits einmal aus dem Gefängnis entlassen worden war, glaubte man, dass er mit einer leichten Strafe davonkommen werde. Die Überstellung in die Psychiatrie nährte diesen Verdacht. Der Sarg wurde auf den Schultern durch die Straßen getragen und auch durch die Straße, wo die Tat geschehen war. Teilnehmer skandierten: „Wir wollen Gerechtigkeit“ und riefen „Feige Türken!“ Der Verkehr wurde angehalten und es kam zu Rangeleien. Ein offizielles Fahrzeug, in dem sich der Sekretär der herrschenden Cumhuriyet Halk Fırkası, Saffet Bey, befand, hielt nicht an, sondern fuhr langsam durch den Zug. Teilnehmer erkannten ihn und konfrontiertenihn mit der Forderung nach Gerechtigkeit. Saffet Bey fuhr anschließend zur Polizeiwache, um sich zu informieren. Die Polizei leitete erste Untersuchungen ein. Es folgte eine hetzerische Berichterstattung über den Beerdigungszug. Die Presse stellte den Trauerzug als regierungsfeindliche Demonstration dar, bei der das Türkentum beleidigt worden sei. Der leitende Staatsanwalt Nazif Bey ließ verlautbaren: 

„Gestern haben einige Juden nach einem Mordfall, der das öffentliche Recht berührt, Verhaltensweisen gezeigt, die ungesetzlich sind und mit voller Absicht die öffentliche Sicherheit gefährden. Sie haben es gewagt, auf den Straßen "Wir wollen Gerechtigkeit!" zu schreien, den Verkehr aufgehalten und sich der Polizei widersetzt. Diese unverschämten Individuen werden bald selbst erfahren, dass die Gesetze in der Republik Türkei existieren und alles beherrschen.“

Am 21. August wurden im Rahmen dieser staatsanwaltlichen Ermittlungen David Boton und acht Juden festgenommen, die sich an den Vorfällen beteiligt haben sollten. Zur Last gelegt wurden ihnen Beleidigung des Türkentums gemäß Artikel 159 und Volksverhetzung gemäß Artikel 312 des tStGB. Nach einer Vernehmung wurden sie freigelassen und die Verhandlung wurde auf den 27. August terminiert. Am 22. August erfolgte auch noch die Festnahme des Wehrpflichtigen Avram Korrida, der während des Trauerzugs eine Person angegriffen haben sollte. Im Rahmen der Ermittlungen wurden auch zwei jüdische Organisationen durchsucht, der lokale Ableger von B’nai B’rith und der jüdische Kulturverein „Amicale“. Ihnen wurde zur Last gelegt, die Beerdigung bezahlt zu haben.

## Ausschreitungen
Die türkische Presse berichtete in hetzerischem Tonfall über den Trauerzug. Der Leitartikel der Milliyet schrieb:

„Sie haben ihre falschen Masken der Zufriedenheit, die sie seit hunderten von Jahren tragen, fallen lassen. Zum ersten Mal seit 400 Jahren ist eine jüdische Gemeinde von der Verteidigung zum Angriff übergegangen. Und wisst ihr, wo in aller Welt? Leider in der Türkei, dem Land, dem sie ihr Leben verdanken.“

Auch Yunus Nadi schlug in der Cumhuriyet einen bedrohlichen Ton an. Im Rahmen der Pressekampagne kam es zu antijüdischen Ausschreitungen. In Uzunköprü wurden Häuser von Juden mit Steinen beworfen. In Izmir bedrohten Mitglieder des örtlichen Türk Ocağı den dortigen Rabbiner Moşe Melamed und forderten die Entfernung angeblich existierender hebräischer Plakate. In der Stadt kam es zu einer antijüdischen Großdemonstration. Die Teilnehmer forderten die Schließung jüdischer Schulen, den Boykott jüdischer Geschäfte und die Ausweisung der Juden, die ihrer Wehrpflicht nicht nachgekommen seien. Im jüdischen Karataş-Krankenhaus zerstörten Studenten eine Marmorplatte mit hebräischer Schrift. Ähnliches geschah mit einer dreisprachigen Anzeige im Zentrum der Gemeinde. Yunus Nadi rief nach den Ausschreitungen zur Ruhe auf und führte aus, dass der Antisemitismus derzeit auf der Welt in Mode sei und möglicherweise auch ein Paar Anhänger in der Türkei habe. Führende Vertreter der jüdischen Gemeinde in Istanbul erhielten eine Audienz bei Kâzım Pascha und versicherten ihm ihre Loyalität zur Türkei. Kâzım Pascha brachte die Türkisierung der Juden zur Sprache und Yunus Nadi, der die Audienz vermittelt hatte, forderte eine Spende von 50.000 Lira für eine Statue für Mustafa Kemal in Ankara. Die jüdische Gemeinde entsprach dieser Forderung.

## Abschluss des Gerichtsverfahrens
Der frühere Lehrer İsmet İnönüs an der Kara Harp Okulu, Jak Pardo, schrieb seinem ehemaligen Schüler einen Brief und setzte sich für die vor Gericht stehenden Juden ein. Der Brief wurde vom Büro des Ministerpräsidenten geöffnet und an den Staatsanwalt weitergeleitet. Dieser ließ Pardo am 19. September festnehmen. Nach Intervention des Ministerpräsidenten kam er am nächsten Tag frei. Bei der Verhandlung am 21. September wurden alle Angeklagten bis auf Avram Korrida freigesprochen. Letzterer wurde zu 35 Tage Haft verurteilt, weil er beim Trauerzug jemanden mit einem Messer verletzt haben sollte. Da er bereits 33 Tage verbüßt hatte, musste Korrida noch zwei weitere Tage im Gefängnis bleiben. Die im Gericht anwesenden Juden skandierten „Hoch lebe die türkische Justiz!“ und „Hoch lebe die Republik Türkei!“ Der Staatsanwalt legt Revision ein. Das Verfahren wurde ein weiteres Mal aufgenommen und endete 1930 abermals mit einem Freispruch. Der Mörder von Elza Niyego wurde dauerhaft in der Psychiatrie untergebracht und Jahre später durch einen Mitpatienten getötet.

## Bewertung
Berna Pekesen zählt die Ausschreitungen zu den wichtigsten antijüdischen Erscheinungen in den 1920er Jahren in der Türkei. Avner Levi bewertet sie als das Resultat einer fünfjährigen antijüdischen Kampagne. Efrat Aviv führt die Ereignisse darauf zurück, dass die Agitation der Presse auf bereitwilliges Gehör gestoßen sei, insbesondere bei der gebildeten jungen Schicht, die antisemitisches Gedankengut bereits aufgenommen habe.